# Abrigo de Cro-Magnon
El abrigo de Cro-Magnon (en francés: abri de Cro-Magnon; en occitano: abric de Cròsmanhon) es un yacimiento arqueológico de época paleolítica situado en el municipio de Les Eyzies-de-Tayac-Sireuil en el departamento de la Dordoña, al suroeste de Francia. Fue declarado Patrimonio de la Humanidad por la Unesco en el año 1979, formando parte del lugar «Sitios prehistóricos y grutas decoradas del valle del Vézère» con el código 85-001.
Se trata de un hábitat en forma de abrigo rocoso, y no de una cueva. Además de sepulturas, este lugar epónimo del hombre de Cro-Magnon ha proporcionado herramientas de sílex y elementos de adorno asignados a los periodos Auriñaciense o al Gravetiense.

## Historia y etimología

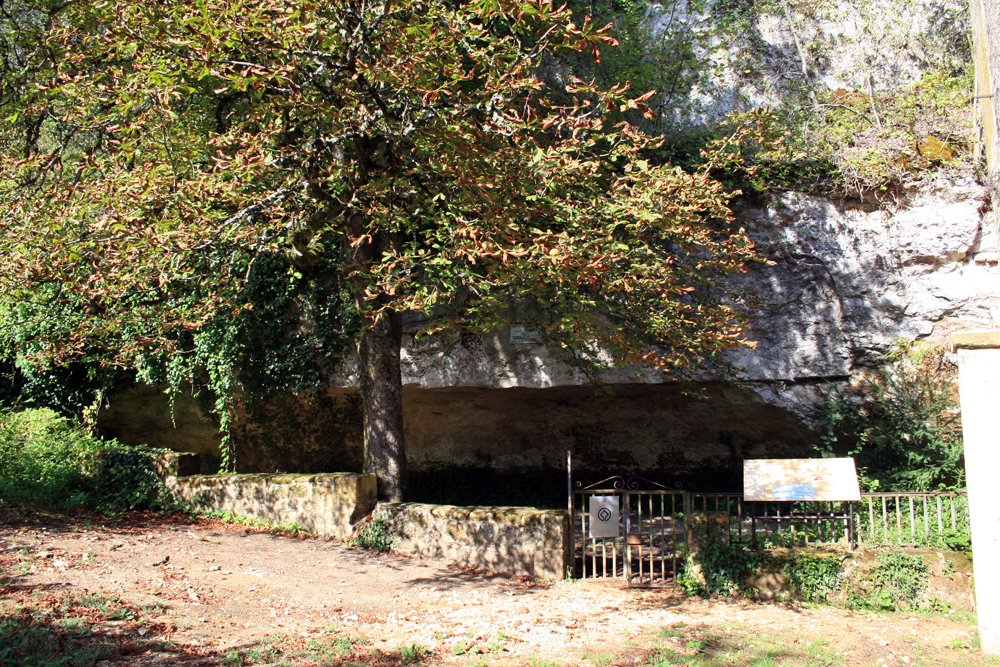
Abrigo de Cro-Magnon.

En 1868, durante los trabajos de construcción del ferrocarril a Les Eyzies, el geólogo Louis Lartet (1840-99) encontró aquí los restos de cinco esqueletos de una raza humana de la época auriñaciense, conocida en adelante como Hombre de Cro-Magnon. Tenían alrededor de 30.000 años de antigüedad, y se trataba de tres hombres, una mujer y un bebé. El lugar donde se hallaron era terreno perteneciente al Sr. Magnon, al pie de un acantilado formando un refugio natural (cros quiere decir hueco en occitano), de ahí que se diera tal nombre a este nuevo ser humano. Posteriormente hubo hallazgos en toda Europa y Oriente Próximo.
El origen del topónimo no está del todo aclarado. La palabra occitana cròs se traduce por creux, en francés, "hueco" en castellano, y la palabra crosa por grotte, en francés, "gruta" en castellano; con lo que significaría Grand Trou en francés, "Gran Agujero" en castellano, o bien Trou de Magnou ("Agujero de Magnou"), nombre deformado de una ermita que existía en los alrededores; o, según otra posibilidad l'abri de monsieur Magnon, en francés, "el abrigo (refugio, cueva) del señor Magnon".